# سد چبوکساری

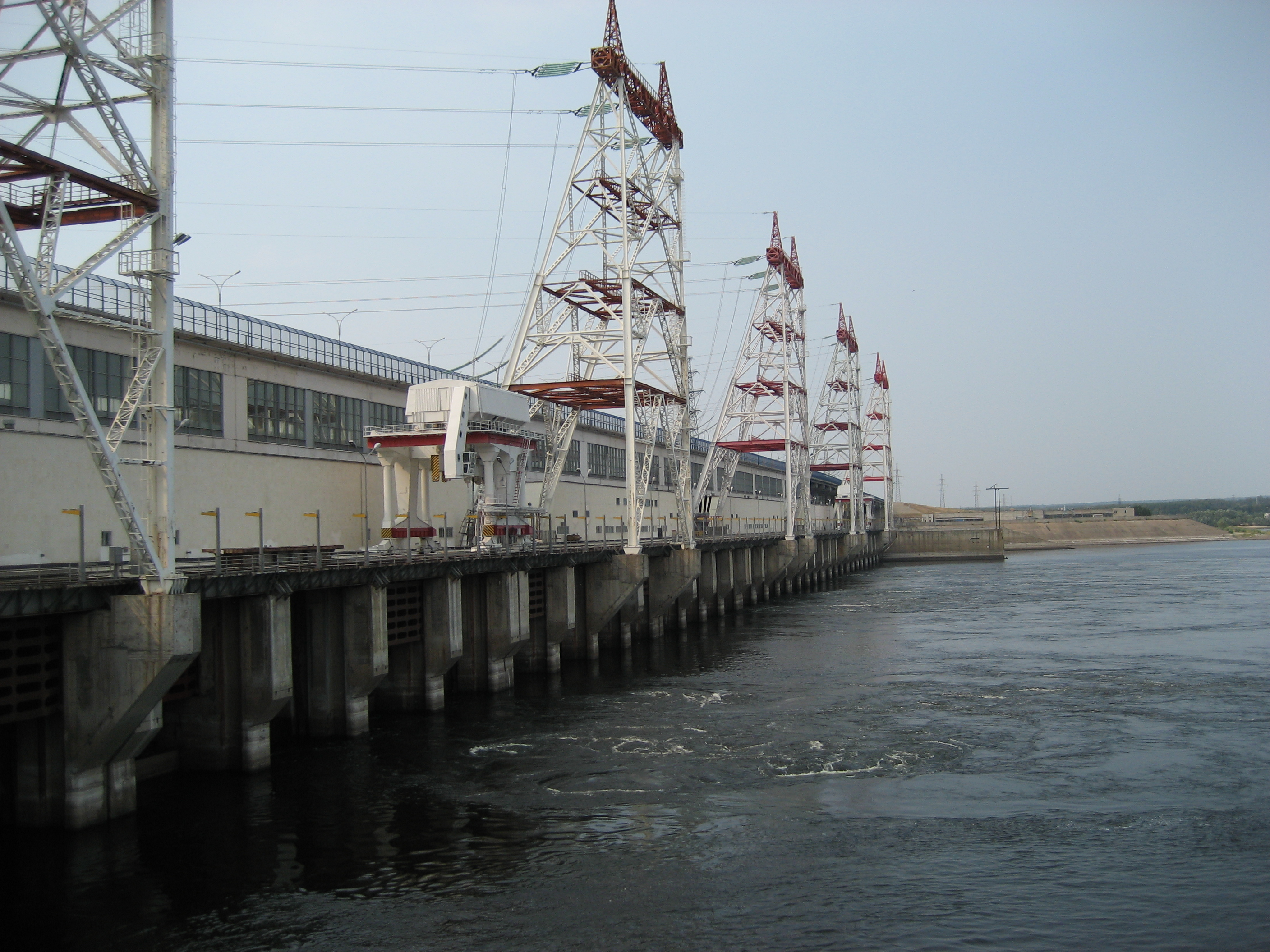
سد چبوکساری

سد چبوکساری (به لاتین: Cheboksary Dam) یک سد و نیروگاه برقابی در روسیه است که در Cheboksary, واقع شده‌است.